# Bracon circumtinctus
Bracon circumtinctus är en stekelart som beskrevs av Szepligeti 1904. Bracon circumtinctus ingår i släktet Bracon och familjen bracksteklar. Inga underarter finns listade.